# سسمو تشيبا
سسمو تشيبا (千葉進歩 تشيبا سسمو) هو مؤدي أصوات ياباني ولد في 13 سبتمبر 1970 في كاناغاوا.

## أدواره في الأنمي

### مسلسلات أنمي تلفزيونية
- هيكارو نو غو - فوجيوارا نو ساي
- غينتاما - كوندو إيساو
- فامباير نايت - تاكوما إيتشيجو
- فامباير نايت Guilty - تاكوما إيتشيجو
- بوسو رينكين - جينّاي
- فانتوم: ريكوييم فور ذا فانتوم - ريموند ماغواير
- بلاك كات - إيميليو لو، بريتا غول
- بليتش - المربوط بالأرض، ماكي إيتشينوسي
- ناروتو - كيدومارو
- سفن غوست - كاستور
- حكاية سايونكوكو - ساي شو
- أكويريان إيج - ريوسيه
- هيرويك إيج - روم رو
- لاينباريل الحديدي - ماساكي سٌغاوارا
- باكانو! - هوي لافوريه
- فل ميتال بانيك! - تاكوما كوغاياما
- دانس إن ذا فامباير باند - ريوهيه كوزي
- شيكاباني هيمي: أكا - ميتسويوشي
- سيكيريه Pure Engagement - تاكيهيتو أساما
- سيكريد سفن - والد روري أيبا
- هجوم العمالقة - إرد جين
- هجوم العمالقة: الثانوية - إرد جين
- أبطال الديجيتال الجزء الثالث - رئيس الشبكة
- فالفريف الثوري - والد إيوري كيتاغاوا
- أرجيفولون - شيزوما إيزومي
- أسطورة سيريس - أكي ميكاغي
- التلميذ المتخلف في ثانوية السحر - ناوتسوغو تشيبا
- بوكيمون - شينغو

### أوفا أنمي
- هجوم العمالقة: مذكرة إلزي - إرد جين

## أدواره في ألعاب الفيديو
- تيلز أوف ليجنديا - ويل رينارد
- تيلز أوف إكسيليا - يورغن
- تيلز أوف إكسيليا 2 - يورغن
- ناروتو شيبودن: ألتيميت نينجا ستورم ريفولوشن - كيدومارو

## وصلات خارجية
- سسمو تشيبا على موقع IMDb (الإنجليزية)
- سسمو تشيبا على موقع أول موفي (الإنجليزية)
- سسمو تشيبا على موقع ديسكوغز (الإنجليزية)
- سسمو تشيبا على موقع قاعدة بيانات الفيلم (الإنجليزية)
- سسمو تشيبا على موقع ANN person (الإنجليزية)